# Wooden ships (Crosby/Stills/Kantner)
Wooden ships is een lied dat werd gecomponeerd door David Crosby en door hem werd geschreven met Stephen Stills en Paul Kantner. De eerste twee musici stonden aan het begin van hun samenwerking in Crosby, Stills & Nash, de laatste speelde voor Jefferson Airplane. In 1969 brachten beide bands het nummer uit op een muziekalbum, te weten Crosby, Stills & Nash en Volunteers.

## Tekst en muziek
Het lied werd geschreven op David Crosby's boot in Fort Lauderdale (Florida). Op dat moment was Crosby net uit The Byrds gezet. Op zijn boot werd hij bezocht door Stephen Stills (beiden aan het begin van Crosby, Stills & Nash), en Paul Kantner en Grace Slick (beide van Jefferson Airplane). Daarnaast waren er nog enkele vriendinnen van Crosby aan boord. Het was de bedoeling om hier een week te zonnen, duiken, dromen en musiceren.
Samen schreven ze hier dit apocalyptische protestlied waarvoor Crosby de muziek toen al klaar had. Daar schreef Kantner twee coupletten op, vervolgens Stills nog een couplet en uiteindelijk breide Crosby een eind aan het nummer.
Het is een soort fabel dat zich met cryptische bewoordingen richt tegen oorlog. Volgens Crosby stelden ze zich als liedschrijvers een fictieve wereld voor. Hierin waren ze de laatste overlevenden van de wereld die op een houten boot vluchtten om een nieuwe beschaving op te bouwen. Ze schreven het nummer toen de Vietnamoorlog zich op zijn hoogtepunt bevond.
In de versie van Crosby, Stills & Nash namen de eerste twee afwisselend de leadzang op zich en zongen ze alle drie de achtergrondstemmen in. Bij Jefferson Airplane nam Kantner de leadzang op zich en kwam de achtergrondzang van zijn bandgenoten.

## Uitvoeringen en covers
Het nummer kwam later terug op live- en verzamelalbums van Crosby, Stills & Nash, zoals op So far (1974), Carry on (1991), Greatest hits (2005) en Taking Woodstock (2009). Ook verscheen het nog op een livealbum van Stephen Stills, Stephen Stills live (1975) en op een album met demo's uit 1968 Just Roll Tape (2007).
Van Jefferson Airplane verscheen het voor het eerst op Volunteers (1969) en daarna nog op Jefferson Airplane (1970), Flight log 1966 / 1976 (1977), Rock galaxy (1980) en The San Francisco sounds Of Jefferson Airplane (1983)
Verder verschenen er covers van diverse artiesten. De Britse folkzangeres Chris Harwood bracht het in 2006 uit op een single. Op albums verschenen versies van onder meer de rock-'n-rollband The Ides of March (Vehicle, 1970), de folk- en jazzmusicus Matthew Cook (Summertime, 2003), zangeres Lana Lane (Gemini, 2006) en de Italiaanse band Rangzen (Live, 2008).